# خانه سردار جنگل
منزل سردار جنگل مربوط به دوره قاجار است و در رشت، سبزه میدان، استادسرا واقع شده و این اثر در تاریخ ۲۷ اسفند ۱۳۸۶ با شمارهٔ ثبت ۲۲۵۰۸ به‌عنوان یکی از آثار ملی ایران به ثبت رسیده است.